# 马塞尔·雷诺 (政治人物)
马塞尔·雷诺（法語：Marcel Rainaud，1940年4月1日—2020年4月10日），法国政治人物，曾任参议院议员。

## 生平
1940年生于奥德省塔莱朗。毕业于贝济耶的亨利四世中学，之后担任数学教师。1958年加入工人国际法国支部，当选塔莱朗市议会议员。1983年至2000年担任市长。2006年至2014年，担任参议院议员。2016年，获授法国荣誉军团军官勋章。2020年4月10日在塔莱朗逝世。